# Wolfgang Fabig

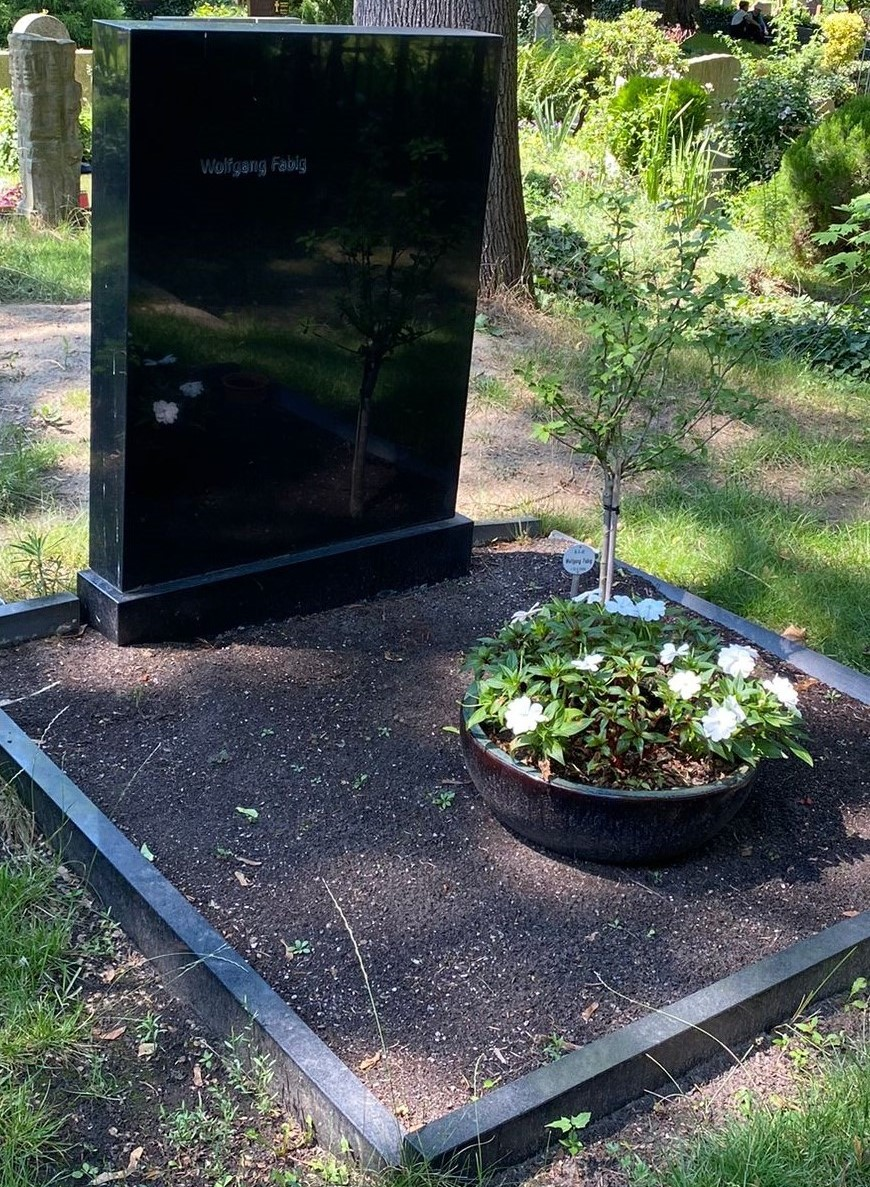
Grabstätte auf dem Friedhof der Dorfkirche Schöneberg

Wolfgang Fabig (* 13. Oktober 1934 in Obrawalde, Neumark; † 13. März 2008 in Berlin) war ein deutscher Politiker (FDP).

## Leben
Er besuchte ein Gymnasium und legte 1954 das Abitur ab. Anschließend studierte er Publizistik, Germanistik, Theaterwissenschaft und Soziologie an der Freien Universität Berlin und der Universität München. Nach dem Studium wurde er 1961 Redakteur bei den Berliner Tageszeitungen „Telegraf“ und „nacht-depesche“. Ab 1963 arbeitete Fabig als Kultur- und Pressereferent bei der Vereinigung Freiheitlicher Juristen und wechselte 1969 zum Gesamtdeutschen Institut.
Fabig trat 1974 der FDP bei und wurde bei der Berliner Wahl 1981 in das Abgeordnetenhaus von Berlin gewählt. Bei der folgenden Wahl 1985 wurde er im Parlament zum stellvertretenden FDP-Fraktionsvorsitzenden gewählt. Mit dem Ende der Legislaturperiode 1989 schied er aus dem Parlament aus.
Seine letzte Ruhestätte fand Wolfgang Fabig auf dem Friedhof der Dorfkirche Schöneberg.  